# Ievan polkka
Ievan polkka lub Ievan polokka (pol. polka Ewy, ang. Ieva’s polka) (często spotykane są błędne tytuły piosenki, np. „Levan polka”, „Leva’s polka”) – fińska piosenka, znana przede wszystkim z wersji wykonanej przez zespół Loituma. Słowa, do melodii tradycyjnego fińskiego utworu, napisał w 1930 roku Eino Kettunen.

## Streszczenie
Piosenka opowiada historię młodej dziewczyny, która niepomna na zakaz wydany przez matkę wymknęła się z domu na wiejską zabawę. Tam, przy dźwiękach polki, poznała przystojnego chłopaka. Oboje stawili później opór złości matki Ewy, czekającej na nią w domu.

## Język
Utwór wykonywany jest w dialekcie Savo – języku Finów zamieszkujących środkową część Finlandii. W najbardziej znanej wersji piosenki, w wykonaniu kwartetu Loituma, intermezzo zastąpione jest dodatkowo jazzową improwizacją opartą na kilku słowach pochodzących ze współczesnego żargonu fińskiego.

## Wersja Loitumy
„Ievan polkka” w wykonaniu zespołu Loituma została wydana pod tytułem „Ieva’s polka”, dobrze znana w Finlandii i Rosji, pozostawała nieznana dla reszty świata. Wszystko zmieniło się w kwietniu 2006 roku, kiedy to część utworu (dwanaście pochodzących z refrenu linijek jazzowej improwizacji) wykorzystane zostało w zapętlonej prezentacji flashowej. Prosta i niekończąca się animacja przedstawiająca młodą uśmiechniętą dziewczynę (Orihime Inoue z anime Bleach) obracającą, w rytm skocznej muzyki, trzymany w ręku czosnek dęty, błędnie uznawany za por, podbiła świat i rozsławiła piosenkę na całym świecie, czyniąc z niej jeden z największych fenomenów internetowych 2006 roku. Utwór wykorzystano także w kilku filmach, m.in. w rosyjskiej komedii Osobliwości narodowego polowania z 1995 roku.

### Lista utworów
- CD singel, CD maxi-singel, singel promocyjny (2006)[1]

1. „Leva’s polka” (Single Mix) – 3:10
2. „Leva’s polka” (Popdance Mix) – 2:59
3. „Leva’s polka” (On The Floor Pop Mix) – 3:27
4. „Leva’s polka” (Club Mix) – 5:37
5. „Leva’s polka” (Dance Mix Extended) – 4:50
6. „Leva’s polka” (DJ Maxwell Extended) – 5:28
7. „Leva’s polka” (Electro Mix) – 6:09
8. „Leva’s polka” (Original Acappella) – 2:44

- CD singel (2007)[2]

1. „Ieva’s polka (Ievan polkka)” (Single Mix) – 3:11
2. „Ieva’s polka (Ievan polkka)” (Original Acapella Mix) – 2:46

- CD singel, CD maxi-singel, wzmocniona (2007)[3]

1. „Ieva’s polka (Ievan polkka)” (Single Mix) – 3:11
2. „Ieva’s polka (Ievan polkka)” (Original Acapella Mix) – 2:46
3. „Ieva’s polka (Ievan polkka)” (Basshunter Remix) – 3:35
4. „Ieva’s polka (Ievan polkka)” (Popdance Mix) – 2:59
5. „Ieva’s polka (Ievan polkka)” (DJ Maxwell Extended Mix) – 5:29

Video. „Ieva’s polka (Ievan polkka)” – 3:11

### Pozycje na listach
| Państwo | Lista (2007)    | Najwyższa pozycja |
| ------- | --------------- | ----------------- |
| Niemcy  | Top 100 Singles | 48                |

## Pozostałe wersje
- Matti Jurva (1937)
- Lumberjack Band (1952)
- Jorma Ikävalko (1950)
- Arttu Suuntala (1966)
- Pauli Räsänen (1972)
- Kuplettiryhmä (1998)
- Hatsune Miku (2007)
- Korpiklaani (2012)
- Vox Nova
- Popgrupa NANDO Latvia (2015, 2016 – Edmunds Rasmanis)
- North Cape (2021 – wersja acappella https://www.youtube.com/watch?v=PXqir9YEQJ0)

## Tekst piosenki
Oryginalny tekst
Nuapurista kuulu se polokan tahti

jalakani pohjii kutkutti.

Ievan äiti se tyttöösä vahti

vaan kyllähän Ieva sen jutkutti,

sillä ei meitä silloin kiellot haittaa

kun myö tanssimme laiasta laitaan.

Salivili hipput tupput täppyt

äppyt tipput hilijalleen.

Ievan suu oli vehnäsellä

ko immeiset onnee toevotti.

Peä oli märkänä jokaisella

ja viulu se vinku ja voevotti.

Ei tätä poikoo märkyys haittaa

sillon ko laskoo laiasta laitaan.

Salivili hipput tupput tapput

äppyt tipput hilijalleen.

Ievan äiti se kammarissa

virsiä veisata huijjuutti,

kun tämä poika naapurissa

ämmän tyttöä nuijjuutti.

Eikä tätä poikoo ämmät haittaa

sillon ko laskoo laiasta laitaan.

Salivili hipput tupput tapput

äppyt tipput hilijalleen.

Hilipati hilipati hilipati hillaa,

hilipati hilipati hilipampaa.

Jalituli jallaa talituli jallaa

tilitali tilitali tilitantaa.

Halituli jallaa tilituli tallaa

tilitili tilitili tilitili tallaa.

Halituli tilitali jallati jallan,

tilitali talitali helevantaa.

Rimpatirallaa ripirapirallaa

rumpatiruppa ripirampuu.

Jakkarittaa rippari lapalan

tulituli lallan tipiran tuu.

Jatsu tsappari dikkari dallan

tittari tillan titstan dullaa,

dipidapi dallaa ruppati rupiran

kurikan kukka ja kirikan kuu.

Ratsatsaa ja ripidabi dilla

beritstan dillan dellan doo.

A baribbattaa baribbariiba

ribiribi distan dellan doo.

Ja barillas dillan deia dooa

daba daba daba daba daba duvja vuu.

Baristal dillas dillan duu ba daga

daiga daida duu duu deiga dou.

Siellä oli lystiä soiton jäläkeen

sain minä kerran sytkyyttee.

Kottiin ko mäntii ni ämmä se riitelj

ja Ieva jo alako nyyhkyytteek.

Minä sanon Ievalle mitäpä se haittaa

laskemma vielähi laiasta laitaa.

Salivili hipput tupput tapput

äppyt tipput hilijalleen.

Muorille sanon jotta tukkee suusi

en ruppee sun terveyttäs takkoomaa.

Terveenä peäset ku korjoot luusi

ja määt siitä murjuus makkoomaa.

Ei tätä poikoo hellyys haittaa

ko akkoja huhkii laiasta laitaan.

Salivili hipput tupput tapput

äppyt tipput hilijalleen.

Sen minä sanon jotta purra pittää

ei mua niin voan nielasta.

Suat männä ite vaikka lännestä ittään

vaan minä en luovu Ievasta,

sillä ei tätä poikoo kainous haittaa

sillon ko tanssii laiasta laitaan.

Salivili hipput tupput tapput

äppyt tipput hilijalleen.
Tłumaczenie
Dźwięk polki dryfował po moim sąsiedztwie

i sprawił, że stopy zaczęły mi tupać, och!

Matka Ievy pilnowała swoją córkę ale

Ieva zdołała ją zmylić..

Bo kto posłucha matki mówiącej nie

gdy jesteśmy zajęci tańczeniem tam i z powrotem!

Ieva się śmiała, to było wspaniałe

gdy ludzie zebrani dookoła życzyli jej szczęścia.

Wszyscy byli zgrzani, ale to chyba nie przeszkadzało

przystojnemu młodemu chłopakowi..

Bo kto będzie zawracał sobie głowę odrobiną potu,

gdy jesteśmy zajęci tańczeniem tam i z powrotem!

Matka Ievy schowała się

w jej własnym cichym pokoju, by nucić hymn.

Opuszczać naszego bohatera, by mieć trochę zabawy

w domu sąsiadów, gdy światła są zgaszone

Bo jakie to ma znaczenie co starzy ludzie mówią,

gdy jesteśmy zajęci tańczeniem tam i z powrotem!

Hilipati hilipati hilipati hillaa,

Hilipati hilipati hilipampaa.

Jalihuli jallaa daliduli jallaa

Dilitali dilitali dilitantaa.

Haliduli jalla diliduli dalla

Dilidili dilidili dilidili dalla.

Hali tuli tili daili alla dijolla

Tilitali dalidali helilanka.

Rimbatiralla ribirobirolla

Rumba diruppa ribirampu.

Jakarikka rippari lapalan,

Tulituli lallan tibirantuu.

Jaca cappariri dikkari dallan

Tittari tillan tictan dullaa,

Dipidapi dallaa ruppati rupiran

Kury kan gup kaja kigi kanku.

Racacaa ja ripidabi dilla

Berictan dillan dellan dą.

A baribattaa baribariiba

Ribiribi distan dellan dą.

Ja barillas dillan deja dął

Dawa dawa dawa dawa dawa dywja wuu.

Baryztal dillas dillan duu ba daga

daiga daida duu duu deja dą.

Gdy muzyka się skończy to zaczyna się prawdziwa zabawa

wtedy chłopcy wygłupiają się dookoła.

Gdy wziął ją do domu, gdy impreza się skończyła

Ich czekająca i zezłoszczona matka ich znalazła.

Ale powiedziałem jej, Ieva, nie płacz

wkrótce będziemy tańczyć tam i z powrotem!

Powiedziałem do matki by już nic nie mówiła

bo nie będę odpowiedzialny za swoje czyny.

Jeśli odejdziesz spokojnie i zostaniesz w swoim pokoju

Nie stanie ci się krzywda dopóki zalecam się do córki.

Bo miły chłopaczek jest typem dzikiego chłopaka

gdy jest zajęty tańczeniem tam i z powrotem!

Powiem ci, że nie złapiesz mnie,

nie, nie znajdziesz mnie.

Będę podróżować na wschód i zachód

Ieva i ja się pobierzemy.

Bo miły chłopaczek nie jest nieśmiałym typem,

gdy jest zajęty tańczeniem tam i z powrotem.